# Zariecznoje (obwód omski)
Zariecznoje (ros. Заречное) – wieś (sieło) w Rosji, w obwodzie omskim, w rejonie nowowarszawskim. W 2010 liczyła 1232 mieszkańców.